# Pierre Mondy
Pierre Mondy, pe numele real Pierre Cuq, (n. 10 februarie 1925, Neuilly-sur-Seine, Seine, Franța – d. 15 septembrie 2012, Paris, Île-de-France, Franța) a fost un actor și regizor francez.
Și-a început cariera de actor de film în 1949 și a jucat în peste 140 de filme. În 1960, a obținut o recunoaștere internațională pentru rolul Napoleon Bonaparte din filmul Austerlitz, regizat de Abel Gance. În anii '70 ai secolului al XX-lea, cel mai de succes film în care a jucat a fost comedia Unde a dispărut compania a șaptea?. În perioada 1992-2005, a apărut în serialul francez de televiziune Les Cordier, juge et flic.
A regizat patru filme și 13 episoade de televiziune, fiind și autorul a două scenarii pentru filme de televiziune.
A fost căsătorit de patru ori.

## Filmografie selectivă
- 1953 Les Compagnes de la nuit
- 1953 Capitaine Pantoufle
- 1953 Le Guérisseur
- 1958 Nevăzut... necunoscut (Ni vu, ni connu), regia Yves Robert
- 1960 Austerlitz (Austerlitz), regia Abel Gance
- 1960 Lupii la stână (Les Loups dans la bergerie). regia Hervé Bromberger
- 1961 Contele de Monte Cristo (Le comte de Monte Cristo), regia Claude Autant-Lara
- 1962 Misterele Parisului (Les Mystères de Paris)
- 1964 Week-end la Zuydcoote (Week-end à Zuydcoote), regia Henri Verneuil
- 1965 The Sleeping Car Murders
- 1963 Les veinards, segmentul Le yacht
- 1973 Forbidden Priests
- 1973 Unde a dispărut compania a șaptea? (Mais où est donc passée la 7ème compagnie), r. Robert Lamoureux
- 1975 S-a regăsit compania a șaptea (On a retrouvé la 7eme Compagnie!), r. Robert Lamoureux
- 1977 Compania a șaptea sub clar de lună (La 7ème compagnie au clair de lune), r. Robert Lamoureux
- 2009 A Man and His Dog